# Viscose
Viscose é uma fibra artificial de celulose, fabricada a partir de cavacos de madeira de árvores pouco resinosas ou do línter da semente do algodão. É formada uma pasta celulósica que por extrusão em fieiras e com o contacto de outras soluções é feita a fibra. Em 1905, a Courtauld's começou a produzir raiom de viscose. A viscose é utilizada em malhas, vestidos, casacos, blusas e trajes desportivos.
Também conhecido como seda Javanesa (em mistura com o acetato).

## Características
- Simbolo Têxtil: CV;
- Regularidade: finura e comprimento mais regulares que as fibras naturais;
- Brilho: conforme desejado;
- Tingibilidade: podem ser utilizados grande parte dos corantes usados no algodão, menos enxofre;
- Lavabilidade: não precisam de lavagens muito longas;
- Elasticidade: é mais alta que as fibras naturais, porém é inferior quando comparada ao algodão e seda;
- Higroscopicidade: muito alta; durante a absorção as fibras incham, provocando encurtamento;
- Resiliência: É baixa por amarrotarem facilmente, contudo são fáceis de se passar de acordo com o livro Fibras, Fios e Tecidos (Anel Associação Nacional de Lavanderias do Brasil);
- Baixo custo;
- Semelhante ao algodão, porém possui melhor toque, caimento, cor mais intensa, melhor textura;
- Baixa resistência à luz ultravioleta (amarela facilmente).